# Amadeus-Verleihung 2021
Die 21. Verleihung des Amadeus Austrian Music Awards wurde am 9. September 2021 auf ORF 1 übertragen. Die Nominierungen für den FM4-Award wurden am 29. März 2021 bekanntgegeben, die Nominierungen in den weiteren Kategorien am 15. April 2021 von Conchita Wurst via Stream.

## Nominierung und Veranstaltung
Julian le Play erhielt Nominierungen in vier Kategorien, jeweils drei Nominierungen fielen auf Edmund, Melissa Naschenweng und My Ugly Clementine.
Nachdem aufgrund der COVID-19-Pandemie seit März 2020 kaum Live-Auftritte möglich waren, gab es in der Kategorie Live-Act des Jahres keine Nominierungen. Dieser Preis ging an alle in diesem Jahr nominierten Acts als „Dankeschön für alle Durchhalter*innen während der Pandemie und als Motivation zum kreativen Weitermachen“.
Die Preisverleihung wurde auf ORF 1 übertragen und von Conchita Wurst präsentiert. In Amadeus Music Sessions wurden an verschiedenen Schauplätzen in Wien Auftritte von Wanda, Alle Achtung, Josh., Edmund, 5/8erl in Ehr’n, Opus, Melissa Naschenweng, AVEC, Wallners/Oehl/Sharktank (Medley), Ankathie Koi, Pan Kee Bois/Eli Preiss (Medley), Oska/Lisa Pac/Christl (Medley) und Hearts Hearts gezeigt.

## Preisträger und Nominierte

### Song des Jahres
- Zefix von Chris Steger

Weitere Nominierte:
- Leiwand von Edmund
- Marie von Alle Achtung
- Maschine von RAF Camora & The Cratez
- Who von My Ugly Clementine

### Album des Jahres
- Leiwand von Edmund

Weitere Nominierte:
- A Volks-Rock´n´Roll Christmas von Andreas Gabalier
- Lederhosenrock von Melissa Naschenweng
- Tandem von Julian le Play
- Vitamin C von My Ugly Clementine

### Songwriter des Jahres
- Traktorführerschein, Interpretin: Melissa Naschenweng, Text und Musik: Hubert Molander, Emanuel Treu

Weitere Nominierte:
- Berlin, Interpret: King & Potter, Text und Musik: Martin Hafner, Benedikt König, Bern Wagner, Markus Weiss
- Leuchtturm, Interpret: Julian le Play, Text und Musik: Filous, Florence Arman, Julian le Play, Jonathan Reiner
- Mehr als nur ein Like, Interpretin: Amy Wald, Text und Musik: Georg Gabler, Valentina Vale, Amy Wald, Dominik Wendl
- Simone, Interpret: Folkshilfe, Text und Musik: Gabriel Fröhlich, David Haider, Willy Löster, Florian Ritt, Paul Slaviczek, David Wöhrer

### Alternative
- My Ugly Clementine

Weitere Nominierte:
- AVEC
- Oehl
- Oska
- Sharktank

### Electronic / Dance
- Parov Stelar

Weitere Nominierte:
- Camo & Krooked
- Kruder & Dorfmeister
- Lum!x
- Waldeck

### Hard & Heavy
- Kaiser Franz Josef

Weitere Nominierte:
- Black Inhale
- Mother’s Cake
- Serenity
- We Blame the Empire

### HipHop / Urban
- Mavi Phoenix

Weitere Nominierte:
- KeKe
- Kreiml & Samurai
- Nazar
- RAF Camora

### Jazz / World / Blues
- 5/8erl in Ehr’n

Weitere Nominierte:
- Gesangskapelle Hermann
- Simone Kopmajer
- Ursula Strauss und Ernst Molden
- Wolfgang Muthspiel und Scott Colley

### Pop / Rock
- Mathea

Weitere Nominierte:
- Alle Achtung
- Chris Steger
- Edmund
- Julian le Play

### Schlager / Volksmusik
- Melissa Naschenweng

Weitere Nominierte:
- Andreas Gabalier
- Andy Borg
- Die Mayerin
- DJ Ötzi

### FM4 Award
Für den FM4-Award wurden bis 9. April 2021 fünf Kandidaten per Online-Voting ermittelt, wobei 20 Kandidaten dafür zur Auswahl standen. Ab dem 15. April 2021 erfolgte eine zweite Votingrunde mit den fünf verbliebenen Finalisten.
- Hearts Hearts[9]

Weitere Finalisten
- Florence Arman
- Kreiml & Samurai
- Oska
- Silk Mob

Weitere Nominierte
- 5K HD
- AVEC
- Culk
- DRAMAS
- FARCE
- Felix Kramer
- KeKe
- Monsterheart
- My Ugly Clementine
- Oehl
- Pauls Jets
- Sharktank
- Sofie
- T-Ser
- YUGO

### Tonstudiopreis Best Sound
- Tandem, Julian le Play; Recording: Lukas Hillebrand, Matthias Oldofredi, Johannes Römer; Mix: Lukas Hillebrand, Patrick Kummeneker, Nikodem Milewski; Mastering: Zino Mikorey, Martin Scheer; Künstlerische Produktion: Lukas Hillebrand, Julian le Play, Matthias Oldofredi, Johannes Römer

Weitere Nominierte:
- Good Vids, Vile Times, Ant Antic; Recording: Marco Kleebauer, Tobias Koett; Mix: Tobias Koett; Mastering: Nikodem Milewski; Künstlerische Produktion: Marco Kleebauer, Tobias Koett
- Homesick, AVEC; Recording: Andreas Häuserer, Mix: Andreas Häuserer, Patrick Kummeneker, Nikodem Milewski; Mastering: Zino Mikorey; Künstlerische Produktion: Avec, Andreas Häuserer
- louasril, Lou Asril; Recording: Zebo Adam, Thomas Bernhard, Felipe Scolfaro Crema, Alex The Flipper, Maximilian Walch, Robert Wallner; Mix: Alex Tomann, Maximilian Walch, Robert Wallner; Mastering: Patrick Kummeneker, Martin Scheer; Künstlerische Produktion: Zebo Adam, Thomas Bernhard, Felipe Scolfaro Crema, Alex The Flipper, Maximilian Walch, Robert Wallner
- M, Mathea; Recording: Vlado Dzihan, Johannes Herbst; Mix: Patrick Kummeneker, Nikodem Milewski, Peter Schmidt; Mastering: Nikodem Milewski;  Künstlerische Produktion: Vlado Dzihan, Johannes Herbst

### Lebenswerk
- Opus[10]